# 門りょう
門 りょう（もん りょう、1989年10月15日 - ）は、実業家、元キャバクラ嬢。モンロー株式会社社長、株式会社エースファクトリー元副社長。
通称「アルマンド姉さん」と呼ばれ、高級シャンパン「アルマンド」を日本一売り上げたことで、アルマンドから表彰された。

## 経歴
兵庫県神戸市長田区出身。高校卒業後、資生堂神戸大丸店にて美容部員として就職。3ヶ月で退職した後、18歳で神戸・三宮のキャバクラで働き始めた。
23歳の時に、三宮から大阪・北新地の「クラブモン」へ移り、ナンバーワンとなる。源氏名は「りょう」であったが、SNSで話題となったことで「門のりょう」と呼ばれる事が多くなったため、「門りょう」という名前になった。
2017年5月18日、テレビ東京の深夜バラエティ番組『じっくり聞いタロウ』に出演し、整形や不倫の経験を赤裸々に告白。
2017年8月31日、ギャル系ファッション雑誌『小悪魔ageha』で24ページに渡る特集を組まれた。
2017年10月15日、結婚を期にキャバクラ嬢を引退。
2018年、ファッションや生い立ちなどを綴った書籍を2冊出版。
2019年8月27日、京セラドーム大阪にて開催されたファッションショー『関西コレクション』でランウェイを披露。
2023年10月14日、表舞台からの引退を発表し、全SNSアカウントを削除した。

## 書籍

### 著書
- 北新地の門りょう ナンバーワンキャバ嬢の仕事とお金と男のホンネ（2018年4月18日、トランスワールドジャパン）ISBN 9784862562333
- 北新地の伝説キャバ嬢　門りょうのスタイルブック（2018年11月16日、KADOKAWA）ISBN 9784046040060

### 雑誌
- DREMO（2018年 - 2020年、アンディ）